# المحفد (أبين)

تعديل مصدري - تعديل

المحفد هي إحدى قرى محافظة أبين اليمنية، وتتبع إدارياً مديرية المحفد، وهي آخر مديريات محافظة أبين من ناحية الشرق بحدود محافظة شبوة. بلغ تعداد سكانها 3601 نسمة حسب تعداد اليمن لعام 2004. 

## الموقع
تمتلك المحفد موقعاً استراتيجياً لكونها تتوسط جنوب اليمن شرقيّ عدن في منتصف الطريق الرابط بين عدن وبين محافظة حضرموت، فهي تبعد عن عدن حوالي 300 كم وعن حضرموت 320 كم تقريباً. وتمتلك مخانق عسكرية مهمة مثل طريق ضيقة وطريق الجرة، وهي طرق خطرة جدًا، وقد كان لهذه المخانق العسكرية دور فعال في الحرب ضد الاستعمار البريطاني، حيث استطاع رجال القبائل قطع الطريق على القوة البريطانية القادمة من عدن وتدميرها بالكامل. ويوجد بها أودية شهيرة مثل: وادي مريع، وادي حمرة، وادي ضيقة، وادي الخديرة، وادي الكفاه، والأودية السبعة، وكلها تتجه وتصب في مديرية أحور، المنطقة الثانية لقبائل باكازم ومقر سلطان باكازم إبان الحكم البريطاني، وهي منطقة ساحلية وزراعية جميلة. تشتهر بزراعة الحبحب، وتشتهر كذلك أرض باكازم عامة، أحور والمحفد، بوفرة المياه الجوفية العذبة، فالحمد لله الماء متوفر بكثرة وفي كل الأرجاء.

## السكان
تعتبر مركز الثقل والعاصمة الفعلية لقبائل آل باكازم الممتدة من مديرية أحور على ساحل البحر العربي إلى كور العوالق حمير ، وهي يحدها من الشرق قبائل لقموش حمير، ومن الغرب قبائل أهل فضل، ومن الجنوب البحر العربي، ومن الشمال كور العوالق حِمير. ويشتهر أهل باكازم بالقوة والشجاعة والعزيمة والكرم والجود، فلهم مع الكرم صولات وجولات فهم عرب بدو محافظين على عاداتهم وتقاليد أجدادهم الجميلة رجال أبطال وأشاوس لهم مواقف شجاعة في مقاومة الاحتلال البريطاني.

## الموارد
تشتهر منطقة باكازم بتربية النوب (النحل)، ويعتبر أبناء باكازم من أشهر المناوبة المصدرين للعسل الأصلي على مستوى البلاد. ويشتهرون كذلك بالزراعة الموسمية، كالحبوب، والبر، والذرة، والجلجل (السمسم)، والخضراوات، والحمضيات، وتربية المواشي، ويوجد بها عيون للمياه الكبريتية الحارة بمنطقة سناج، والتي يأتي إليها الزوار من المناطق المجاورة للمحفد، حيث تعتبر تلك العيون علاج طبيعي لبعض الأمراض الجلدية. وأيضًا تشتهر جبال المحفد بحجر البناء الفائقة الجودة، وخاصة الحجر الأبيض الجميل الذي يصدّر إلى جميع المحافظات والدول المجاورة، وكذلك الأحجار الكريمة والجير الأبيض والإسمنت.

## التقسيم الإداري
يوجد في المدينة حي واحد وهو حي 5 أكتوبر، ويشمل الحارات التالية:
- حارة الأتحاد (المحفد)
- حارة الأول (المحفد)
- حارة العقال (المحفد)
- حارة الكبس (المحفد)
- حارة جرجرة (المحفد)
- حارة قشاقش (المحفد)

## المناخ
مناخها معتدل في فصل الصيف بارد في فصل الشتاء، أمطارها موسمية.

## الخدمات
يوجد فيها مستشفى عام، وعدد من الوحدات الصحية المتفرقة، وعدد من المدارس الابتدائية والثانوية.